# Тиле, Ильза
Ильза Ти́ле (нем. Ilse Thiele, урожд. Ильза Нойкранц (Ilse Neukrantz); 4 ноября 1920, Берлин — 10 января 2010, Берлин) — немецкий политик, член ЦК СЕПГ и Государственного совета ГДР. Длительное время занимала должность председателя Демократического женского союза Германии. Депутат Народной палаты ГДР.

## Биография
Ильза Тиле родилась в берлинской рабочей семье. Как и её брат Хайнц Нойкранц, Ильза училась в средней школе, при национал-социалистах в 1937—1945 годах работала стенографисткой. В 1930 году вступила в берлинское рабочее спортивное общество «Фихте». По окончании войны в 1945 году вступила в Коммунистическую партию Германии, после слияния партии с СДПГ стала членом СЕПГ. В 1946 году вернулась из Целле в Берлин, работала стенографисткой на различных предприятиях и в женском комитете в Лихтенберге. В 1946 году вступила в Союз свободных немецких профсоюзов. В 1947 году училась в земельной партийной школе СЕПГ. В 1948—1950 годах работала советником по социальным вопросам окружной администрации в Лихтенберге. Участвовала в учредительном собрании Демократического женского союза Германии в Берлине. В 1950 году заняла должность заместителя председателя ДЖСГ в земле Берлин, в 1950—1951 годах обучалась в Высшей партийной школе имени Карла Маркса. 20 апреля 1952 года была избрана председателем ДЖСГ в Берлине. С января по сентябрь 1953 года являлась секретарём по организационным вопросам в правлении ДЖСГ и в сентябре 1953 года заняла должность председателя организации, сменив Элли Шмидт. Возглавляла ДЖСГ до своей отставки 16 ноября 1989 года.
С февраля 1954 года Ильза Тиле являлась депутатом Народной палаты ГДР и входила в состав фракции ДЖСГ, с апреля 1954 года Тиле являлась членом ЦК СЕПГ. В мае 1954 года вошла в состав правления Национального совета Национального фронта ГДР, а в ноябре 1971 года стала членом Государственного совета ГДР. В 1964—1989 годах Ильза Тиле занимала должность вице-председателя Международной демократической федерации женщин. 11 января 1990 года сняла с себя полномочия депутата Народной палаты и заявила об отставке с поста члена Государственного совета.
Ильза Тиле была замужем за Хайнцем Тиле, у супругов родились три дочери.